# 苏门答腊树鼩
苏门答腊树鼩（学名：Tupaia ferruginea）是树鼩属的一个种。它以前被列为普通树鼩的亚种长达一百年，但在2013年被提升为独立的种。分布于印度尼西亚的苏门答腊岛和塔纳巴拉岛。它是树鼩属的模式种。